# Christian von Blohn
Christian von Blohn (* 1963 in Homburg) ist ein deutscher Organist, Kirchenmusiker und Musikerzieher.

## Studium und Ausbildung
Von Blohn schloss sein Studium an der Hochschule für Musik Saar in Saarbrücken mit dem A-Examen in katholischer Kirchenmusik sowie der Diplomprüfung in Musikerziehung ab. Sein Orgellehrer war André Luy, in dessen Meisterklasse am Conservatoire de Lausanne er sein Studium auch fortsetzte und mit dem Premier Prix de Virtuosité ausgezeichnet wurde. Weitere Studien mit dem Schwerpunkt „Alte Musik“ führten ihn an die Musikakademie in Basel zu Daniel Chorzempa und an das Mozarteum in Salzburg.

## Musikalische Tätigkeiten
Seit 1993 ist er Kirchenmusiker an der katholischen Pfarrkirche St. Hildegard und seit 2015 zusätzlich an St. Josef St. Ingbert. Dort ist er Leiter der Zweigstelle St. Ingbert des bischöflichen kirchenmusikalischen Instituts des Bistums Speyer, wo er die angehenden C-Kirchenmusiker in den Fächern Chorleitung und Orgel unterrichtet, und Dekanatskantor für das Dekanat Saarpfalz. Außerdem ist er Lehrbeauftragter für Chorleitung und Korrepetitor an der Hochschule für Musik Saar in Saarbrücken tätig. 
Er ist Leiter des Collegium Vocale Blieskastel, mit dem er in regelmäßigen Abständen, gelegentlich auch in Kooperation mit dem Kirchenchor St. Hildegard, Chorwerke wie die Johannes-Passion von Johann Sebastian Bach oder das Oratorium „Paulus“ von Felix Mendelssohn Bartholdy aufführt.